# Porc ibèric

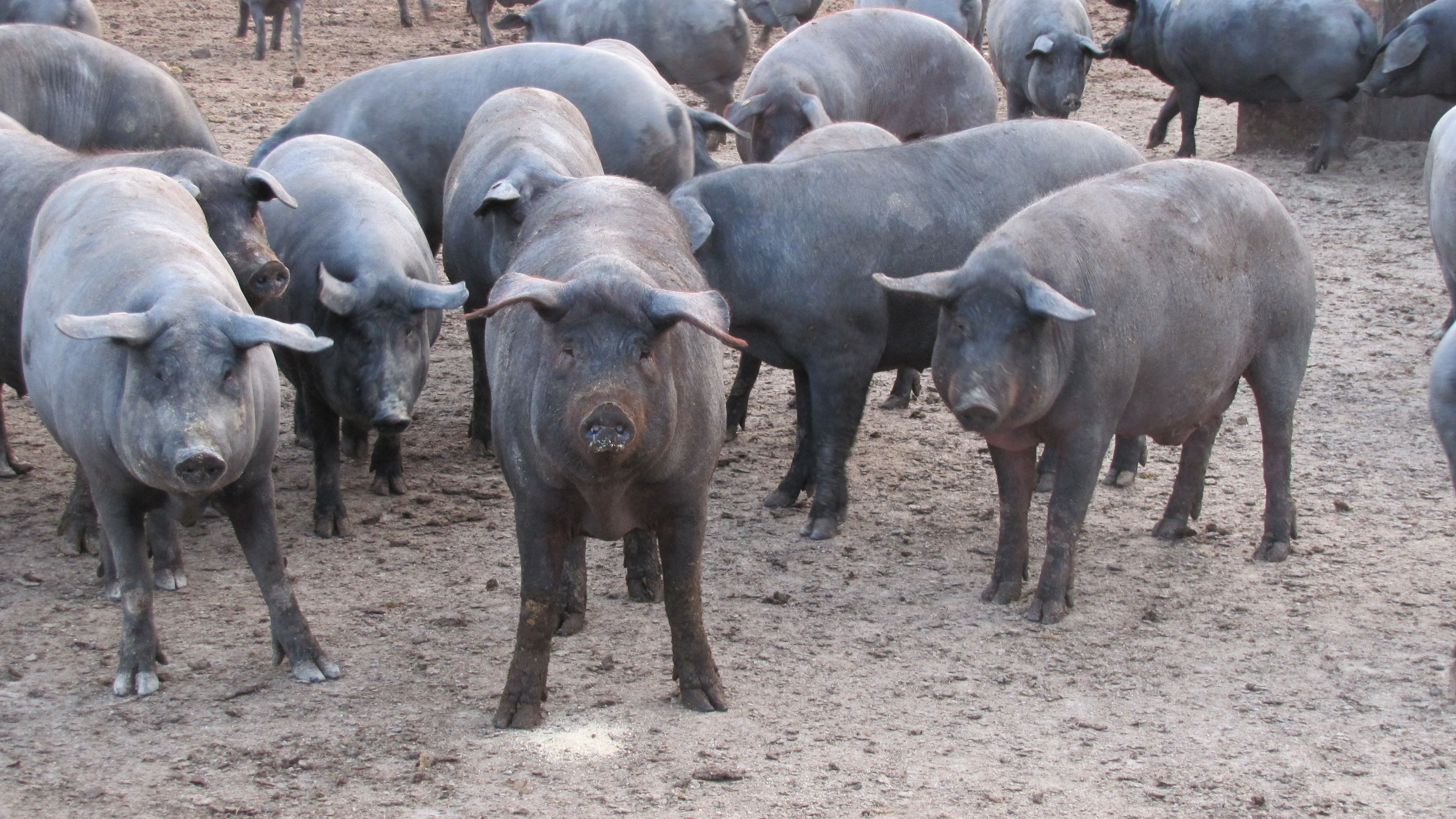
Porcs ibèrics a una devesa, de Salamanca (Espanya).

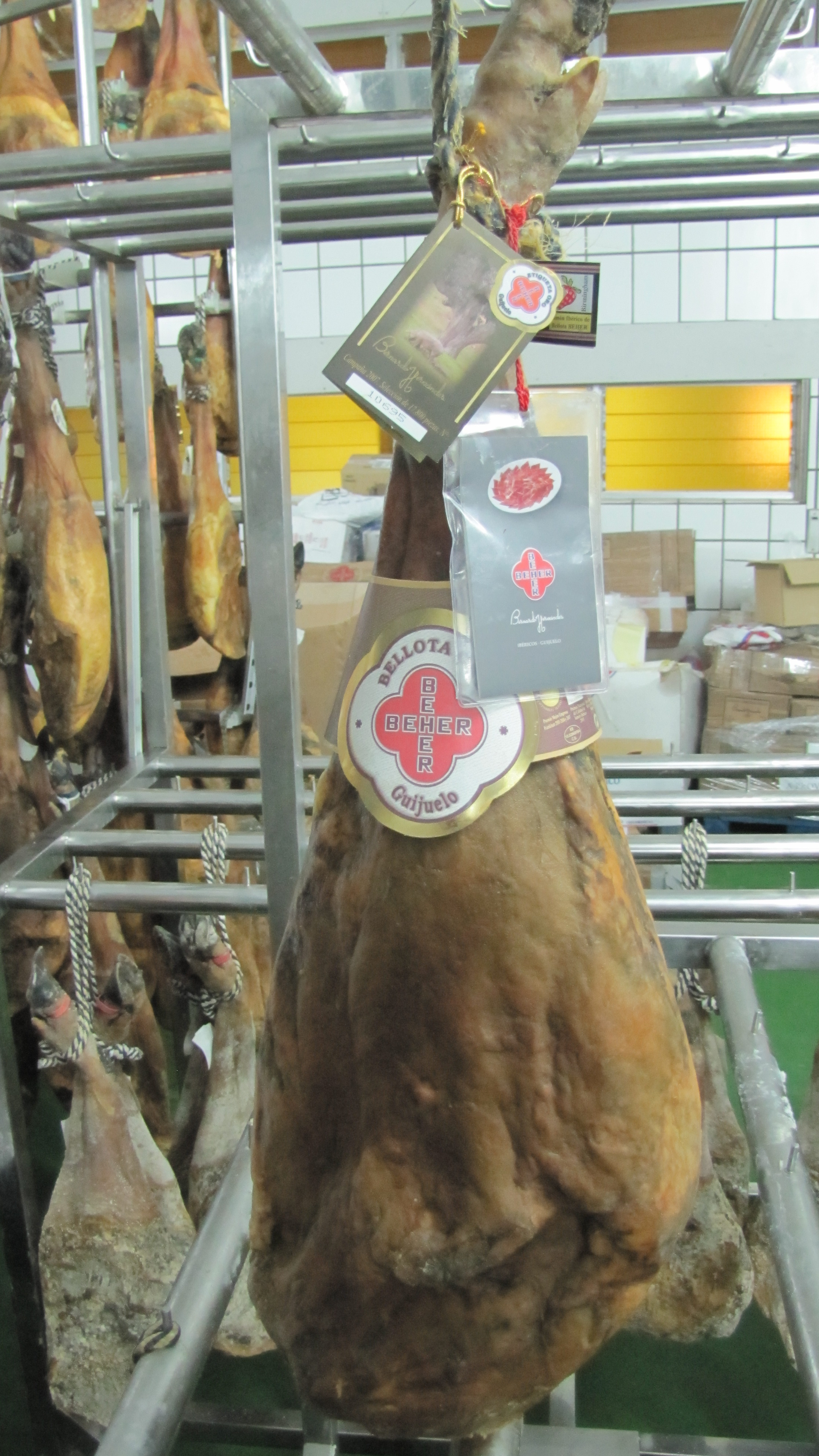
BEHER "Bellota Oro", pernil procedent de porc ibèric.

El porc ibèric són les races i varietats porcines pertanyents a l'anomenat "tronc ibèric", predominant a la península Ibèrica. N'hi ha varietas negres i d'acolorides, així com varietats amb pèl i sense. Amb aquestes races es produeix el pernil ibèric i tot tipus d'embotits. Recentment també s'ha començat a comercialitzar-ne la carn fresca (per exemple el "secret Ibèric").

## Orígens i expansió
Hi ha evidències obre que ja en època romana es criaven porcs autòctons a la península Ibèrica, i de la gran abundància de glans i altres fruits forestals. La densitat òptima de porcs ibèrics per hectàrea de devesa oscil·la entre 1 i 1,5
Tanmateix, les glans encara que siguin un aliment molt preuat pels porcs només serveixen per engreixar-lo la pastura de glans només es fa quan el porc ja està desenvolupat. Els glans són pobres en proteïna cel·lulosa i greix però són riques en glúcids que és fàcilment transformat en el greix tan especial dels porcs ibèrics.
Malgrat no haver les dades suficients per a poder elaborar l'arbre genealògic de l'actual porc ibèric, es consideren com a mínim tres subespècies mares perfectament distingides, sia pel seu hàbitat, sia per la seva morfologia:
- Senglar europeu (Sus scrofa scrofa)
- Senglar mediterrani (Sus scrofa mediterraneus)
- Senglar asiàtic (Sus scrofa vittatus)

Les races ibèriques pròpiament dites, es van assentar al sud de la península, en especial al sud-oest ocupant zones de devesa on predominaven les alzines, alzines sureres, rouredes i també castanyers i garrofers. Aquestes zones són Andalusia occidental, Extremadura i Salamanca, a Espanya, i l'Algarve i Alentejo a Portugal.

## Característiques

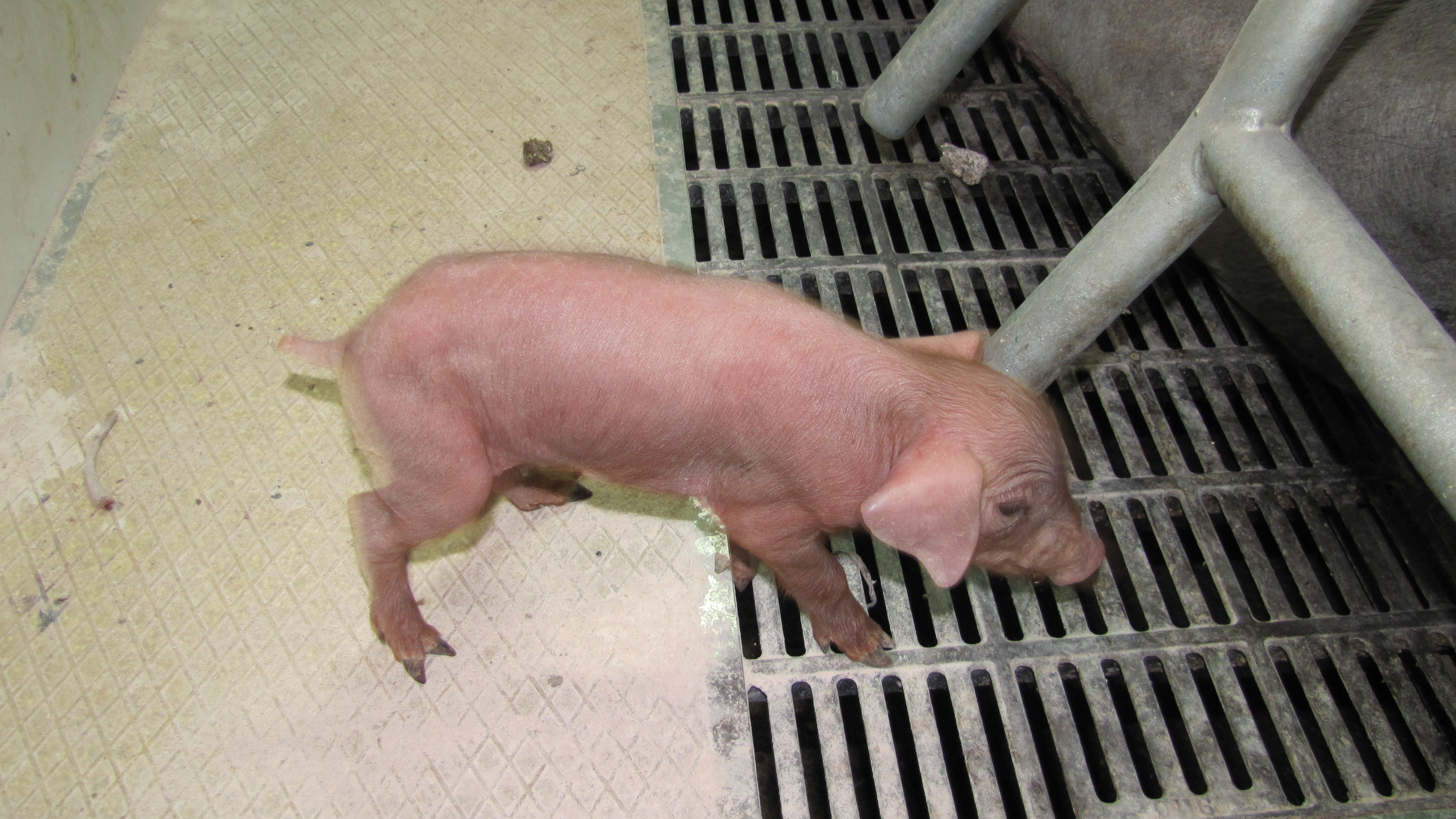
Un porc ibèric nounat pot tenir el color rosat.

Les característiques comunes en les races pures són:
Animals rústics que són alimentats des que deixen de prendre llet fins a l'inici de l'engreix (uns 110 kg) amb pinsos compostos i acabats d'engreixar (fins als 160 kg amb què es sacrifiquen) durant el període de pastura de glans d'octubre a gener. Tenen una gran capacitat per aprofitar els recursos de la devesa (règim extensiu). Les truges no acostumen a tenir més de 4 a 6 garrins per ventrada.
Els porcs ibèrics es sacrifiquen tradicionalment a edats grans (8 a 12 mesos) i amb pesos més elevats que els porcs comuns. Una de les característiques principals de la qualitat dels productes elaborats amb porc ibèric és la cura amb què es fa el procés de curat i de conservació

## Varietats
Hi ha sis varietats, entre les quals tres són en perill d'extinció

### Varietats negres
- Negro lampiño (sense pèl)
- Negro entrepelado

### Varietats acolorides
- Retinto
- Rubio andaluz
- Manchado de Jabugo
- Torbiscal